# ۱۲۹۹ (قمری)
۱۲۹۹ (قمری)، هزار و دویست و نود و نهمین سال در گاهشماری هجری قمری است. اول محرم این سال برابر با بیست و سوم نوامبر سال ۱۸۸۱ میلادی است.

## وابسته
- میرزا نصرالله خان نائینی
- پل قدیم (دزفول)
- سید صدرالدین صدر
- دانش (دارالفنون)